# Glypta saskatchewan
Glypta saskatchewan là một loài tò vò trong họ Ichneumonidae.